# TotalEnergies (Radsportteam)
TotalEnergies ist ein französisches Radsportteam mit Sitz in Essarts en Bocage.

## Geschichte und Organisation

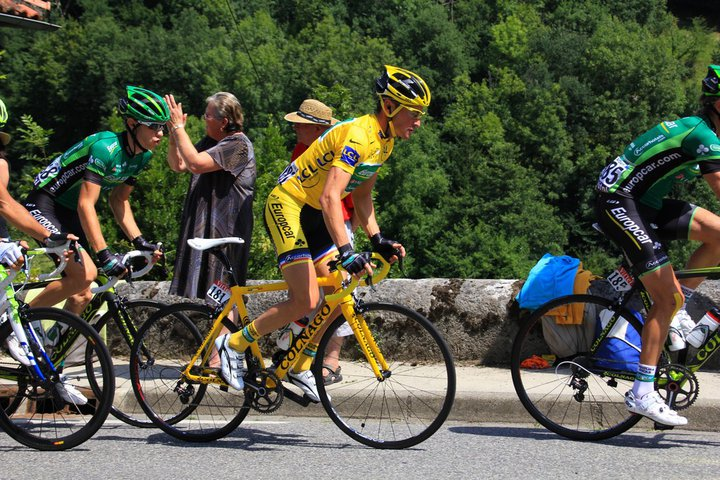
Thomas Voeckler im Gelben Trikot bei der Tour de France 2011

Das Team entstand aus der Vereinsmannschaft Vendée U, die bis heute noch existiert und wurde im Jahr 2000 unter dem Namen Bonjour als UCI-Team gegründet. 2003 nahm die Mannschaft den Namen Brioches La Boulangère an und startete seit Beginn der Saison 2005 unter dem Namen des neuen Hauptsponsors, Bouygues Télécom. 2011 übernahm das Mietwagenunternehmen Europcar das Titelsponsoring und wurde zur Saison 2016 durch das Energieunternehmen Direct Énergie ersetzt. Nachdem das Mineralölunternehmen Total Direct Énergie übernommen hatte, wurde das Team im April 2019 in Total Direct Énergie umbenannt. Im Juni 2021 wurde das Team im Zuge der Namensänderung des Hauptsponsors ebenfalls umbenannt und firmiert seither unter dem Namen TotalEnergies.
Von 2005 bis 2009 fuhr die Mannschaft als UCI ProTeam und zwischen 2010 und 2013 hatte das Team eine Lizenz als Professional Continental Team. Nachdem die Lizenzierungskommission die Verlängerung der 2014 erworbenen World Tour-Teamlizenz für die Saison 2015 verweigerte, wurde das Team Anfang 2015 als Professional Continental Team registriert.
Die Mannschaft besteht zu einem großen Teil aus Fahrern aus Frankreich. Der Sitz befindet sich in Les Essarts. Teamchef ist der ehemalige französische Spitzenfahrer Jean-René Bernaudeau. Bekanntester Fahrer des Teams ist Thomas Voeckler, der 2004 und 2011 20 Tage im Gelben Trikot der Tour de France fuhr.
Das Team ist Mitglied im Mouvement Pour un Cyclisme Crédible (kurz MPCC; deutsch Bewegung für einen glaubwürdigen Radsport).

## Trikothistorie

2006–2007
2008
2009–2010
2011–2014

## Platzierungen in UCI-Ranglisten

### Weltranglisten
UCI-Weltrangliste (bis 2004)
| Saison | Mannschaftswertung | Einzelwertung          |
| ------ | ------------------ | ---------------------- |
| 2000   | 5. (GSII)          | Didier Rous (106.)     |
| 2001   | 4. (GSII)          | Didier Rous (27.)      |
| 2002   | 27.                | Sylvain Chavanel (83.) |
| 2003   | 19.                | Sylvain Chavanel (36.) |
| 2004   | 16.                | Jérôme Pineau (35.)    |

UCI ProTour
| Saison | Mannschaftswertung | Einzelwertung          |
| ------ | ------------------ | ---------------------- |
| 2005   | 17.                | Anthony Geslin (62.)   |
| 2006   | 19.                | Xavier Florencio (58.) |
| 2007   | 16.                | Thomas Voeckler (52.)  |
| 2008   | 15.                | Pierrick Fédrigo (15.) |

UCI World Calendar
| Saison | Mannschaftswertung | Einzelwertung          |
| ------ | ------------------ | ---------------------- |
| 2009   | 19.                | Pierrick Fédrigo (51.) |
| 2010   | 19.                | Thomas Voeckler (40.)  |

UCI World Tour
| Saison | Mannschaftswertung | Einzelwertung        |
| ------ | ------------------ | -------------------- |
| 2014   | 18.                | Pierre Rolland (36.) |

UCI World Ranking
| Saison | Mannschaftswertung | Einzelwertung          |
| ------ | ------------------ | ---------------------- |
| 2019   | 16.                | Anthony Turgis (64.)   |
| 2020   | 24.                | Anthony Turgis (85.)   |
| 2021   | 22.                | Anthony Turgis (86.)   |
| 2022   | 17.                | Dries Van Gestel (46.) |

### Kontinentale Ranglisten bis 2018
UCI Africa Tour
| Saison | Mannschaftswertung | Fahrerwertung          |
| ------ | ------------------ | ---------------------- |
| 2010   | 2.                 | Anthony Charteau (6.)  |
| 2011   | 2.                 | Anthony Charteau (8.)  |
| 2012   | 3.                 | Anthony Charteau (11.) |
| 2013   | 3.                 | Yohann Gène (4.)       |
| 2014   | -                  | -                      |
| 2015   | 5.                 | Dan Craven (35.)       |
| 2016   | 5.                 | Adrien Petit (12.)     |
| 2017   | 5.                 | Yohann Gène (12.)      |
| 2018   | 6.                 | Damien Gaudin (34.)    |

UCI America Tour
| Saison    | Mannschaftswertung | Fahrerwertung           |
| --------- | ------------------ | ----------------------- |
| 2010      | -                  | -                       |
| 2011      | 42.                | David Veilleux (383.)   |
| 2012-2014 | -                  | -                       |
| 2015      | 45.                | Yukiya Arashiro (273.)  |
| 2016      | 34.                | Antoine Duchesne (170.) |
| 2017      | 48.                | Ryan Anderson (354.)    |
| 2018      | -                  | -                       |

UCI Asia Tour
| Saison    | Mannschaftswertung | Fahrerwertung          |
| --------- | ------------------ | ---------------------- |
| 2010      | 56.                | Johann Tschopp (227.)  |
| 2011      | 14.                | Yukiya Arashiro (7.)   |
| 2012      | 41.                | Matteo Pelucchi (139.) |
| 2013      | 23.                | Yukiya Arashiro (29.)  |
| 2014      | -                  | -                      |
| 2015      | 42.                | Yukiya Arashiro (67.)  |
| 2016-2017 | -                  | -                      |
| 2018      | 101.               | Rein Taaramäe (498.)   |

UCI Europe Tour
| Saison | Mannschaftswertung | Fahrerwertung          |
| ------ | ------------------ | ---------------------- |
| 2010   | 12.                | Pierrick Fédrigo (12.) |
| 2011   | 8.                 | Thomas Voeckler (5.)   |
| 2012   | 8.                 | Thomas Voeckler (17.)  |
| 2013   | 1.                 | Bryan Coquard (2.)     |
| 2014   | -                  | -                      |
| 2015   | 12.                | Bryan Coquard (8.)     |
| 2016   | 2.                 | Bryan Coquard (4.)     |
| 2017   | 6.                 | Lilian Calmejane (12.) |
| 2018   | 2.                 | Bryan Coquard (4.)     |

UCI Oceania Tour
| Saison    | Mannschaftswertung | Fahrerwertung        |
| --------- | ------------------ | -------------------- |
| 2010      | 5.                 | Yukiya Arashiro (6.) |
| 2011-2018 | -                  | -                    |

## Mannschaft 2025
| Teamkader 2025          | Teamkader 2025     | Teamkader 2025 | Teamkader 2025                       |
| Name                    | Geburtsdatum       | Land           | Vorheriges Team                      |
| ----------------------- | ------------------ | -------------- | ------------------------------------ |
| Lucas Boniface          | 24. Oktober 2000   | Frankreich     | Vendée U Pays de la Loire (2023)     |
| Thomas Bonnet           | 13. September 1998 | Frankreich     | Vendée U Pays de la Loire (2022)     |
| Rayan Boulahoite        | 24. Februar 2004   | Frankreich     | Vendée U Pays de la Loire (2024)     |
| Alexys Brunel           | 10. Oktober 1998   | Frankreich     | UAE Team Emirates (2022)             |
| Mathieu Burgaudeau      | 17. November 1998  | Frankreich     | Vendée U Pays de la Loire (2018)     |
| Steff Cras              | 13. Februar 1996   | Belgien        | Lotto-Soudal (2022)                  |
| Florian Dauphin         | 6. April 1999      | Frankreich     | Arkéa-B&B Hôtels Continentale (2024) |
| Joris Delbove           | 15. Juli 2000      | Frankreich     | Saint Michel-Mavic-Auber 93 (2024)   |
| Alexandre Delettre      | 25. Oktober 1997   | Frankreich     | Saint Michel-Mavic-Auber 93 (2024)   |
| Fabien Doubey           | 21. Oktober 1993   | Frankreich     | Circus-Wanty Gobert (2020)           |
| Sandy Dujardin          | 29. Mai 1997       | Frankreich     | Vendée U Pays de la Loire (2021)     |
| Thomas Gachignard       | 17. August 2000    | Frankreich     | Saint Michel-Mavic-Auber 93 (2023)   |
| Fabien Grellier         | 31. Oktober 1994   | Frankreich     | Vendée U (2015)                      |
| Émilien Jeannière       | 26. September 1998 | Frankreich     | Vendée U Pays de la Loire (2022)     |
| Jordan Jegat            | 7. Juni 1999       | Frankreich     | CIC U Nantes Atlantique (2023)       |
| Alan Jousseaume         | 3. August 1998     | Frankreich     | Vendée U Pays de la Loire (2021)     |
| Pierre Latour           | 12. Oktober 1993   | Frankreich     | AG2R La Mondiale (2020)              |
| Samuel Leroux           | 27. November 1994  | Frankreich     | Van Rysel-Roubaix (2024)             |
| Lorrenzo Manzin         | 26. Juli 1994      | Frankreich     | Vital Concept-B&B Hotels (2019)      |
| Nicola Marcerou         | 23. September 2002 | Frankreich     | Vendée U Pays de la Loire (2024)     |
| Valentin Retailleau     | 18. Juni 2000      | Frankreich     | Decathlon-AG2R La Mondiale (2024)    |
| Geoffrey Soupe          | 22. März 1988      | Frankreich     | Cofidis, Solutions Crédits (2019)    |
| Jason Tesson            | 9. Januar 1998     | Frankreich     | Saint Michel-Auber 93 (2022)         |
| Anthony Turgis          | 16. Mai 1994       | Frankreich     | Cofidis, Solutions Crédits (2018)    |
| Baptiste Vadic          | 14. April 2002     | Frankreich     | Vendée U Pays de la Loire (2023)     |
| Mattéo Vercher          | 26. Januar 2001    | Frankreich     | Vendée U Pays de la Loire (2022)     |
|                         |                    |                |                                      |
| Quelle: ProCyclingStats |                    |                |                                      |